# Dieudonné Hamadi
Dieudonné Hamadi ou Dieudo Hamadi est un réalisateur et documentariste congolais né le 22 février 1984, à Kisangani. Il tourne et réalise ses films en République démocratique de Congo, pays qui en 2017 ne possède pas de salle de cinéma[réf. nécessaire].

## Biographie
Dieudo étudie la médecine avant de se tourner vers le cinéma. Depuis 2002, il suit plusieurs ateliers de documentaires et des cours de montage et une formation à la FEMIS, à Paris. Il travaille comme monteur, producteur, et assistant-réalisateur, notamment avec Suka! Productions (Le Cap, Afrique du Sud).
En 2013, Dieudonné Hamadi réalise son premier long métrage, Atalaku, qui raconte la campagne électorale de 2012 en République démocratique du Congo.
En 2014, de retour à Kinshasa, il réalise Examen d'état. Dans ce film, il raconte le parcours des lycéens qui ne peuvent pas payer la prime des professeurs. Pour cette raison, ils sont exclus du lycée et ne peuvent pas passer l'examen d'état qui est l'équivalent du baccalauréat.
En 2017, son film Maman Colonelle est primé au festival du réel. Ce film suit au quotidien, Maman Honorine colonelle dans la police congolaise. Elle est chargée de la protection des enfants et de la lutte contre les violences sexuelles.

## Filmographie
- 2009 : Dames en attente (Ladies in Waiting)
- 2010 : Congo en quatre actes (Congo in Four Acts)
- 2013 : Atalaku
- 2014 : Examen d'État
- 2017 : Maman Colonelle
- 2018 : Kinshasa Makambo
- 2020 : En route pour le milliard (Downstream to Kinshasa)

## Distinctions
- 2013 : Meilleur premier film, Festival Cinéma du réel, Paris, pour Atalaku
- 2013 : Meilleur film étranger, Black film festival, San Diego, pour Atalaku
- 2014 : grand prix FIFADOC, Festival international de documentaire, Agadir, pour Examen d'état
- 2017 : Grand prix du cinéma du réel, Festival Cinéma du réel, Paris, pour Maman Colonelle